# Marie-Joseph-Charles-François Brenet
Marie-Joseph-Charles-François Brenet, francoski general, * 1887, † 1975.